# Melasina inveterata
Melasina inveterata är en fjärilsart som beskrevs av Edward Meyrick 1915. Melasina inveterata ingår i släktet Melasina och familjen säckspinnare. Inga underarter finns listade i Catalogue of Life.